# Wahlkreis Dresden 3 (2014–2019)
Der Wahlkreis Dresden 3 (Wahlkreis 43) war ein Landtagswahlkreis in Sachsen.
Er war einer von sieben Dresdner Landtagswahlkreisen und umfasste im Dresdner Süden den gesamten Stadtbezirk Plauen sowie vom Stadtbezirk Prohlis  die statistischen Stadtteile Reick, Leubnitz-Neuostra und Lockwitz. Bei der letzten Landtagswahl (im Jahr 2019) waren 61.930 Einwohner wahlberechtigt.
Der Wahlkreis wurde in dieser Form zur Landtagswahl 2014 gebildet – er entsprach dabei flächenmäßig im Wesentlichen dem bisherigen Wahlkreis Dresden 1 (Wahlkreis 43). Sein Gebiet wurde bei der Neugliederung der Wahlkreise im Jahr 2023 auf die neugebildeten Wahlkreise Dresden 4 (Wahlkreis 43) und Dresden 8 (Wahlkreis 47) aufgeteilt.

## Wahlergebnisse

### Landtagswahl 2019
Vorläufiges Ergebnis der Landtagswahl am 1. September 2019 im Wahlkreis 43 – Dresden 3:
(Ergebnisse in Prozent)
| Direktkandidat   | Partei               | Direktstimmen | Listenstimmen |
| ---------------- | -------------------- | ------------- | ------------- |
| Ingo Flemming    | CDU                  | 30,3          | 28,4          |
| Anne Holowenko   | Die Linke            | 13,2          | 10,4          |
| Albrecht Pallas  | SPD                  | 11,6          | 8,9           |
| Thomas Ladzinski | AfD                  | 22,9          | 20,9          |
| Henriette Mehn   | GRÜNE                | 13,9          | 15,5          |
| –                | NPD                  | –             | 0,3           |
| Thomas Kunz      | FDP                  | 5,4           | 6,9           |
| –                | Freie Wähler         | –             | 3,0           |
| –                | Tierschutz           | –             | 1,1           |
| –                | Piraten              | –             | 0,5           |
| Philipp Hencker  | Die PARTEI           | 2,9           | 2,0           |
| –                | BüSo                 | –             | 0,1           |
| –                | ADPM                 | –             | 0,1           |
| –                | Blaue #TeamPetry     | –             | 0,3           |
| –                | KPD                  | –             | 0,1           |
| –                | ÖDP                  | –             | 0,5           |
| –                | Die Humanisten       | –             | 0,5           |
| –                | PDV                  | –             | 0,1           |
| –                | Gesundheitsforschung | –             | 0,4           |

| Wahlberechtigte | 61.930 |
| Wahlbeteiligung | 74,8 % |

### Landtagswahl 2014
Amtliches Endergebnis der Landtagswahl am 31. August 2014 im Wahlkreis 43 – Dresden 3:
(Ergebnisse in Prozent)
| Direktkandidat    | Partei          | Direktstimmen | Listenstimmen |
| ----------------- | --------------- | ------------- | ------------- |
| Aline Fiedler     | CDU             | 31,7          | 35,3          |
| Sarah Buddeberg   | Die Linke       | 18,8          | 18,6          |
| Albrecht Pallas   | SPD             | 17,3          | 14,8          |
| Holger Zastrow    | FDP             | 6,5           | 4,1           |
| Michael Schmelich | GRÜNE           | 9,6           | 9,7           |
| Dietmar Grahl     | NPD             | 2,6           | 3,0           |
| –                 | Tierschutz      | –             | 1,1           |
| Norbert Engemaier | Piraten         | 2,8           | 2,1           |
| Matthias Pooch    | BüSo            | 0,3           | 0,2           |
| –                 | DSU             | –             | 0,1           |
| Jörg Urban        | AfD             | 8,3           | 8,3           |
| –                 | pro Deutschland | –             | 0,1           |
| Joachim Guzy      | Freie Wähler    | 1,7           | 1,2           |
| –                 | Die PARTEI      | –             | 1,4           |
| Werner Klawun     | WV MFU          | 0,4           | –             |

| Wahlberechtigte | 63.990 |
| Wahlbeteiligung | 60,6 % |